# (139775) 2001 QG298
(139775) 2001 QG298 — транснептуновый объект (ТНО), который находится в поясе Койпера и был обнаружен 19 августа 2001 года Марком Буйе в обсерватории Серро-Тололо. Так как небесное тело находится в среднем резонансе движения 3:2 с Нептуном, он классифицируется как плутино.

## Тесная двойная или контактно-двойная система
(139775) 2001 QG298 имеет кривую блеска с двумя пиками большой амплитуды, которая изменялась с 1,14 в 2003 году до 0,7 в 2010 году. Эта большая амплитуда предполагает, что он скорее всего, является контактной двойной системой, состоящей из двух вытянутых компонентов приблизительно одинакового размера. Но данный факт на 2019 год еще не подтвержден и считается, что небесное тело является тесной двойной системой из двух тел размером 135 км и 117 км, которые обращаются вокруг общего барицентра с периодом вращения 13 ч. Так как большая полуось двойной системы составляет 172 км, то среднее расстояние между телами должно составлять ~45 км.